# 文图拉 (艾奥瓦州)
文圖拉（英語：Ventura）是一個位於美國愛荷華州塞羅戈多縣的城市。

## 地理
文圖拉的座標為43°07′36″N 93°28′24″W / 43.12667°N 93.47333°W，而該地的平均海拔高度為385米（即1263英尺）。

## 人口
根據2010年美國人口普查的數據，文圖拉的面積為6.29平方千米，當中陸地面積為4.58平方千米，而水域面積為1.71平方千米。當地共有人口717人，而人口密度為每平方千米113人。